# Тридакнові
Тридакнові (Tridacninae) — підродина двостулкових молюсків родини серцевидкових (Cardiidae). Тридакнові населяють коралові рифи в теплих морях Індо-Тихоокеанського регіону.

## Опис
Найбільші представники підродини мають довжину до 2 метрів і масу до 250 кілограмів. Тридакнові мають важкі рифлені раковини з 4-6 складками. Мантії зазвичай яскраво забарвлені. Більшість цих молюсків живуть у симбіозі з одноклітинними водоростями зооксантелами.

## Систематика
Інколи тридакнових розглядають у ранзі родини Tridacnidae, але сучасні філогенетичні дослідження показали, що це підродина у родині Cardiidae.
Підродина включає 2 роди:
- Hippopus(інші мови) — 2 види.
- Tridacna — 10 видів.